# Юйвень Янь
Юйвень Янь (кит.: 宇文衍; піньїнь: Yǔwén Yǎn; 573–581) — останній імператор Північної Чжоу і загалом періоду Південних та Північних династій.

## Життєпис
Був сином і спадкоємцем Юйвень Юня. Зійшов на трон 579 року у 6-річному віці, коли батько формально передав йому владу. Після смерті Юйвень Юня 580 року всю владу в свої руки взяв регент Ян Ліхуа, тесть Юйвень Юня. Вже наступного року малолітнього імператора змусили зректись престолу. Таким чином династія Північна Чжоу припинила своє існування, їй на зміну прийшла нова — Суй, правитель якої Цзянь I зумів об'єднати під своєю владою весь Китай.